# Zdanije Prawitielstwa Moskwy
Zdanije Prawitielstwa Moskwy (ros. Здание Правительства Москвы, Budynek Rządu Moskwy) – odrzucony projekt budowy wieżowca Moskwie, w Rosji, o wysokości 308,4 m. W budynku miał znajdować się ratusz oraz rada miejska (duma) Moskwy. Budynek miał posiadać 70 kondygnacji, a jego planowane otwarcie miało nastąpić w 2012 roku. Według nowych planów w tym  miejscu planuje się budowę innego wieżowca, jednak mniejszej liczbie kondygnacji.